# Shargacucullia
Genre
Le genre Shargacucullia regroupe des lépidoptères (papillons) de la famille des Noctuidae, de la sous-famille des Cuculliinae.

## Systématique

### Taxinomie
Longtemps le genre a été considéré comme sous-genre du genre Cucullia.
Espèces rencontrées en Europe
- Shargacucullia barthae (Boursin, 1933)
- Shargacucullia blattariae (Esper, 1790)
- Shargacucullia canariensis (Pinker, 1968)
- Shargacucullia caninae (Rambur, 1833)
- Shargacucullia erythrocephala (Wagner, 1914)
- Shargacucullia gozmanyi G. Ronkay & L. Ronkay, 1994
- Shargacucullia lanceolata (Villers, 1789)
  - Shargacucullia lanceolata anceps (Staudinger, 1882)
  - Shargacucullia lanceolata lanceolata (Villers, 1789)
- Shargacucullia lychnitis (Rambur, 1833)
- Shargacucullia prenanthis, (Boisduval, 1840)
- Shargacucullia reisseri, (Boursin, 1933)
- Shargacucullia scrophulariae (Denis & Schiffermüller, 1775) - Cucullie de la scrofulaire
- Shargacucullia scrophulariphaga (Rambur, 1833)
- Shargacucullia scrophulariphila (Staudinger, 1859)
- Shargacucullia verbasci (Linnaeus, 1758) - Cucullie du bouillon blanc

## Galerie

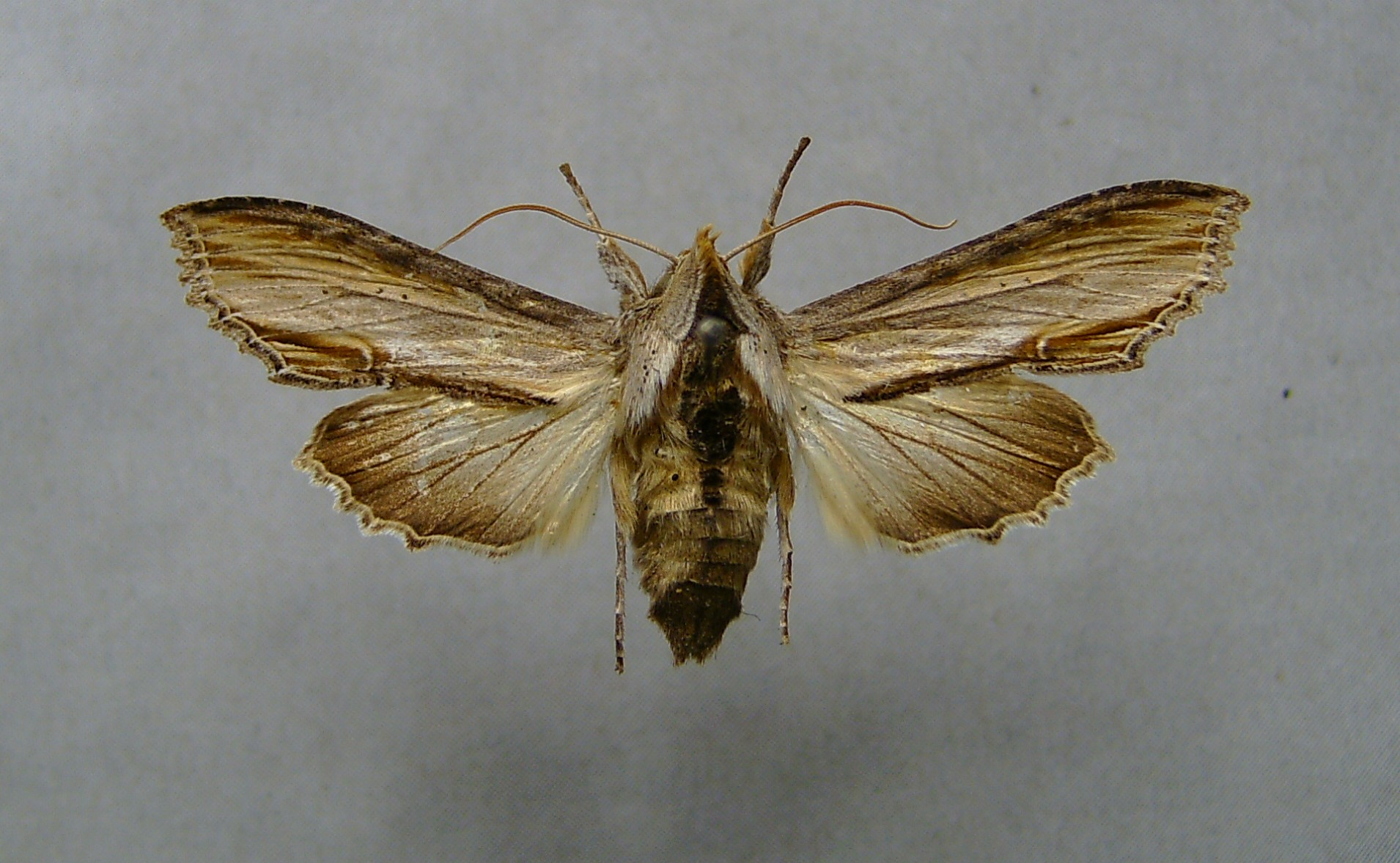
Shargacucullia scrophulariae
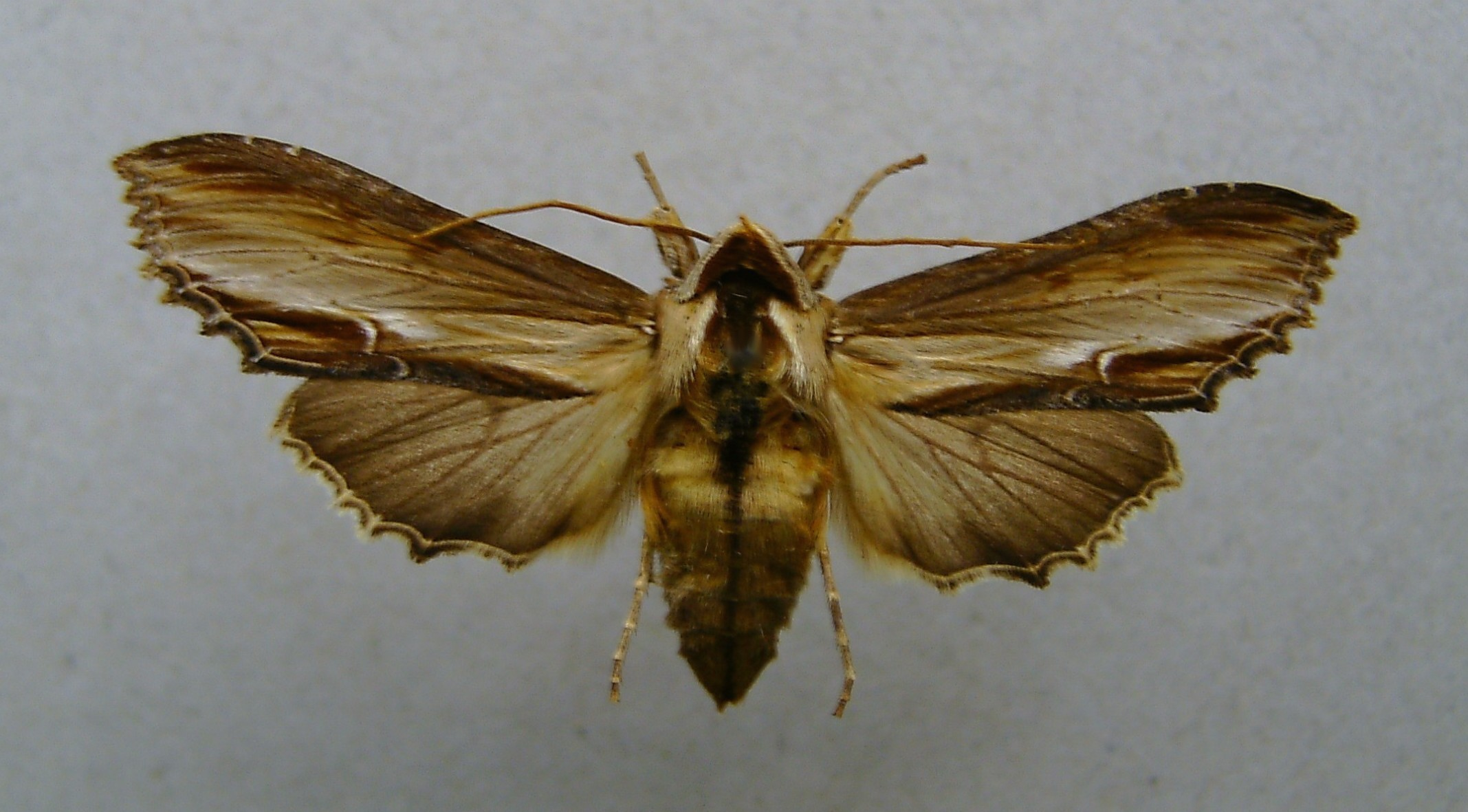
Shargacucullia verbasci
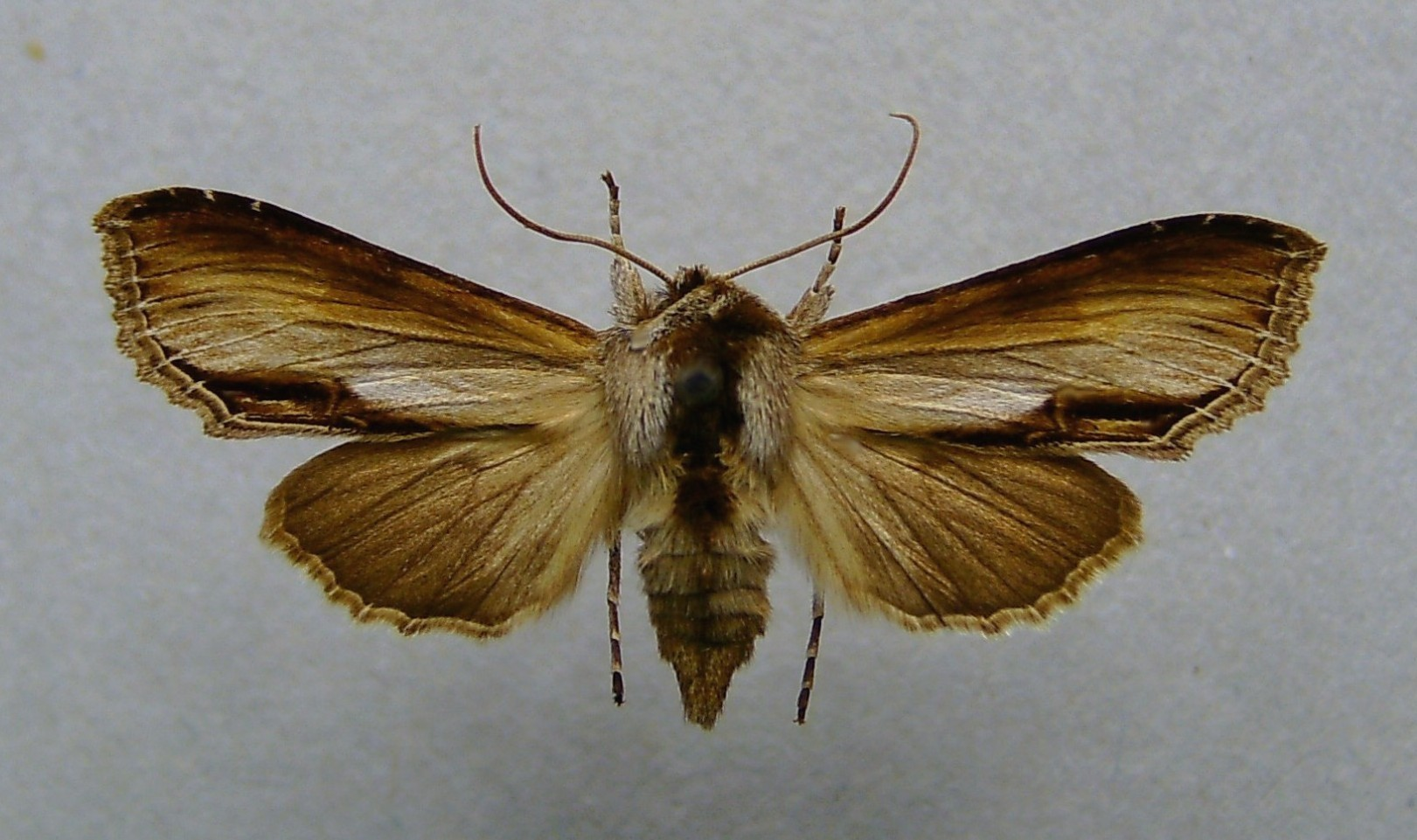
Shargacucullia prenanthis
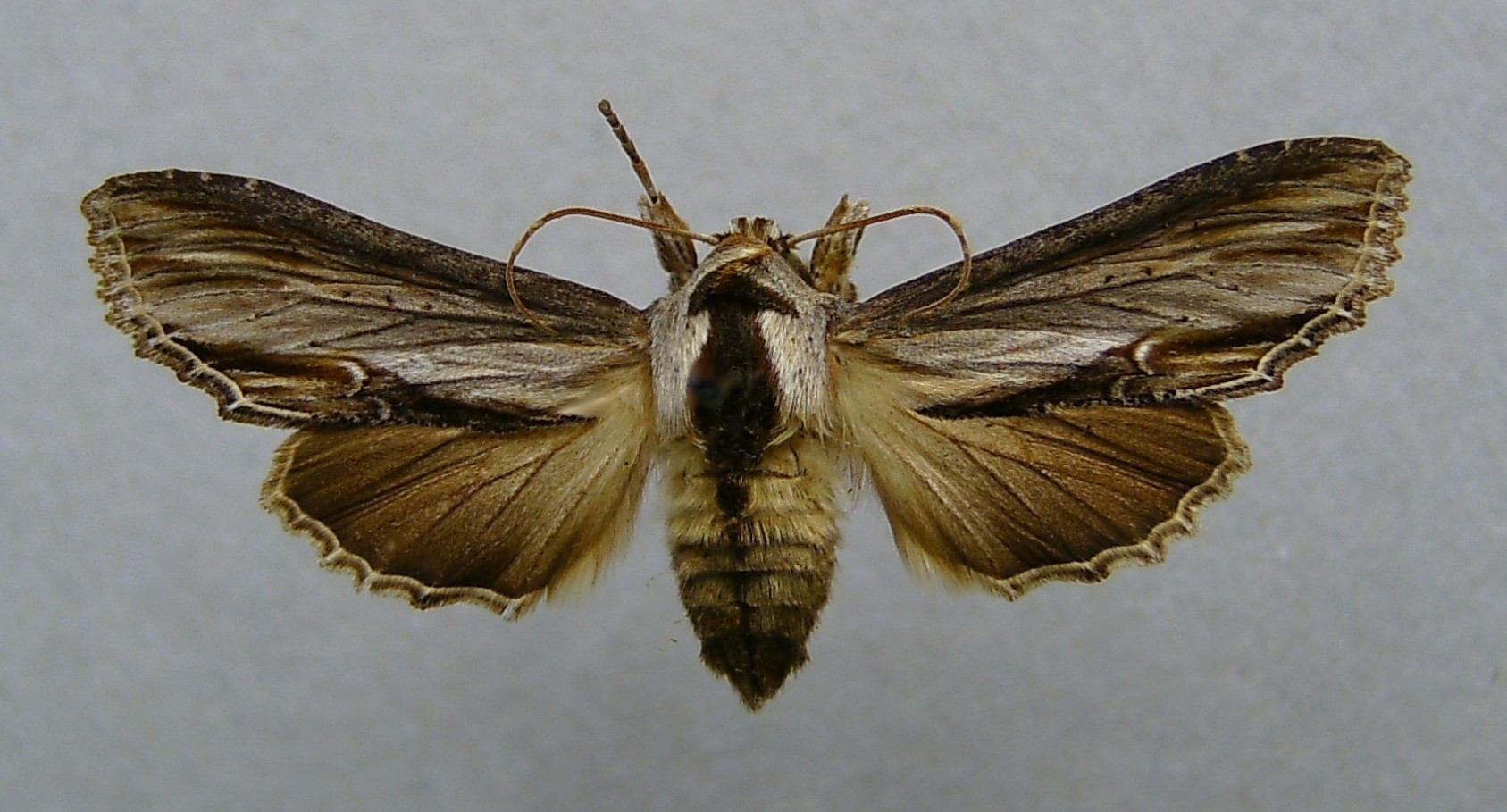
Shargacucullia blattariae
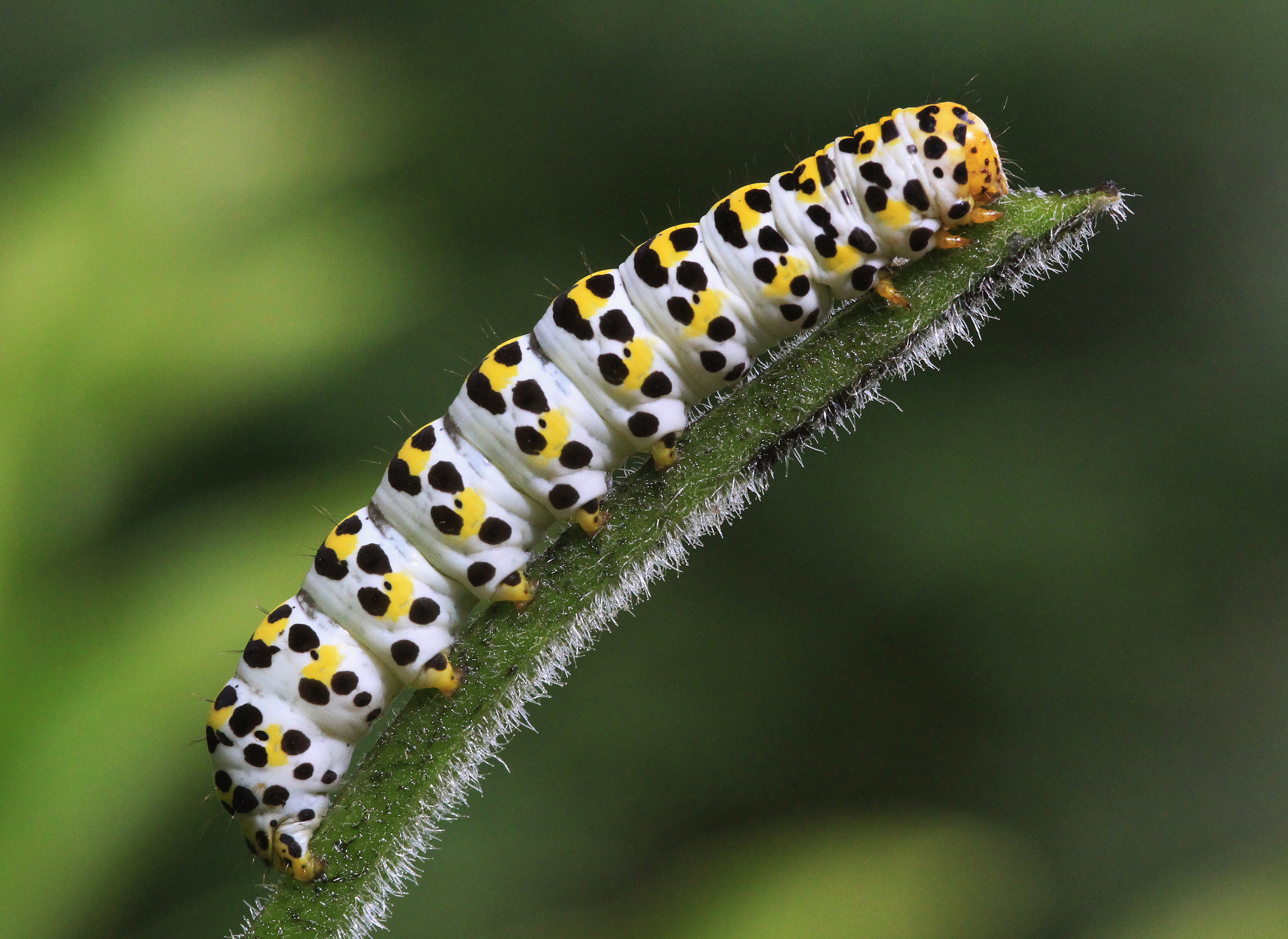
Shargacucullia scrophulariae
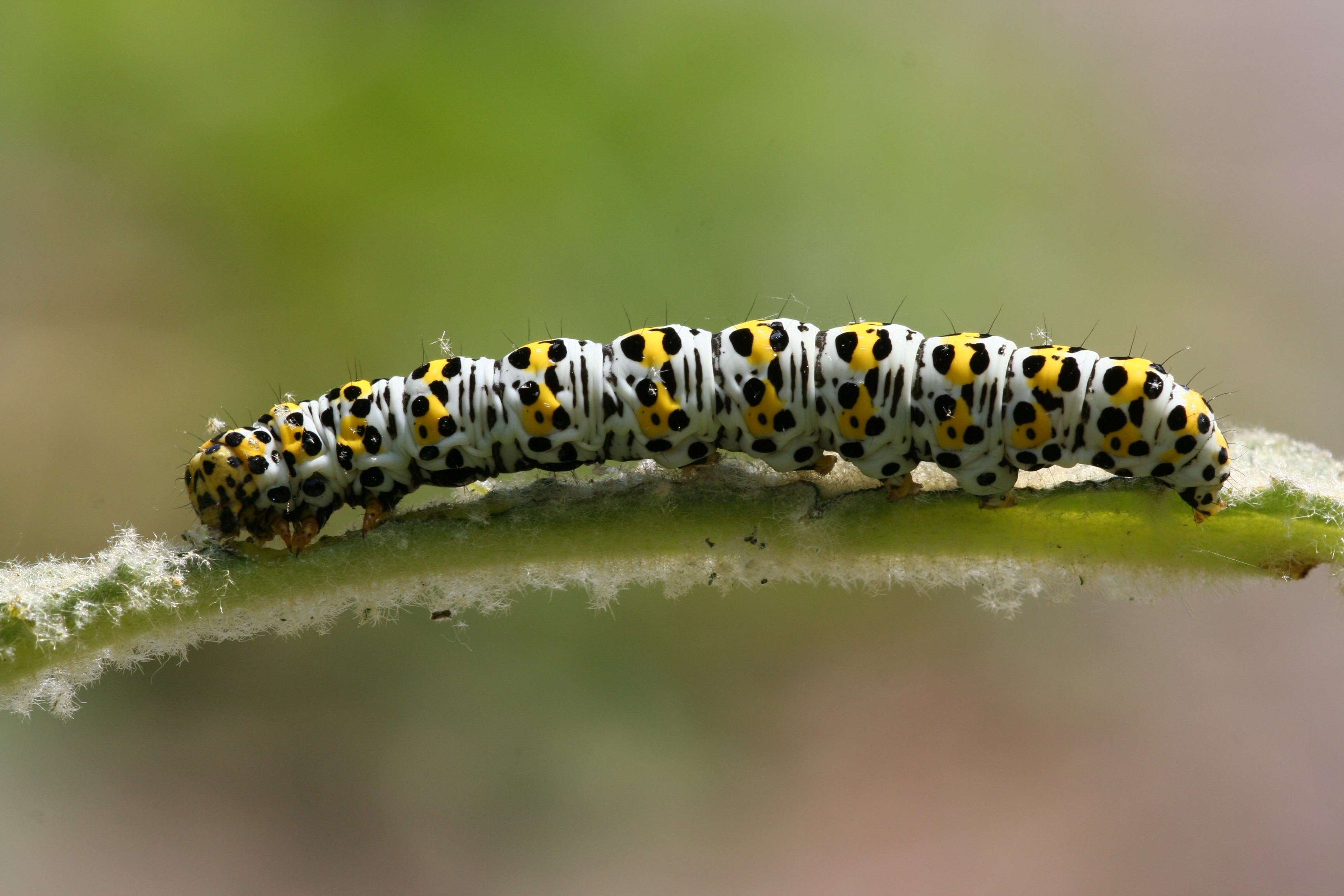
Shargacucullia verbasci